# أكييوشي يوشيد
أَكييوشي يوشيدَ (باليابانية: 吉田 昭義) (8 سبتمبر 1966 في ناغاساكي في اليابان – )؛ هو لاعب كرة قدم ياباني سابق كان يلعب كمهاجم.

## وصلات خارجية
- أكييوشي يوشيد على موقع رابطة كرة القدم اليابانية للمحترفين (اليابانية)
- أكييوشي يوشيد على موقع عالم كرة القدم.نت (الإنجليزية)